# George Leveson-Gower, 1. Duke of Sutherland

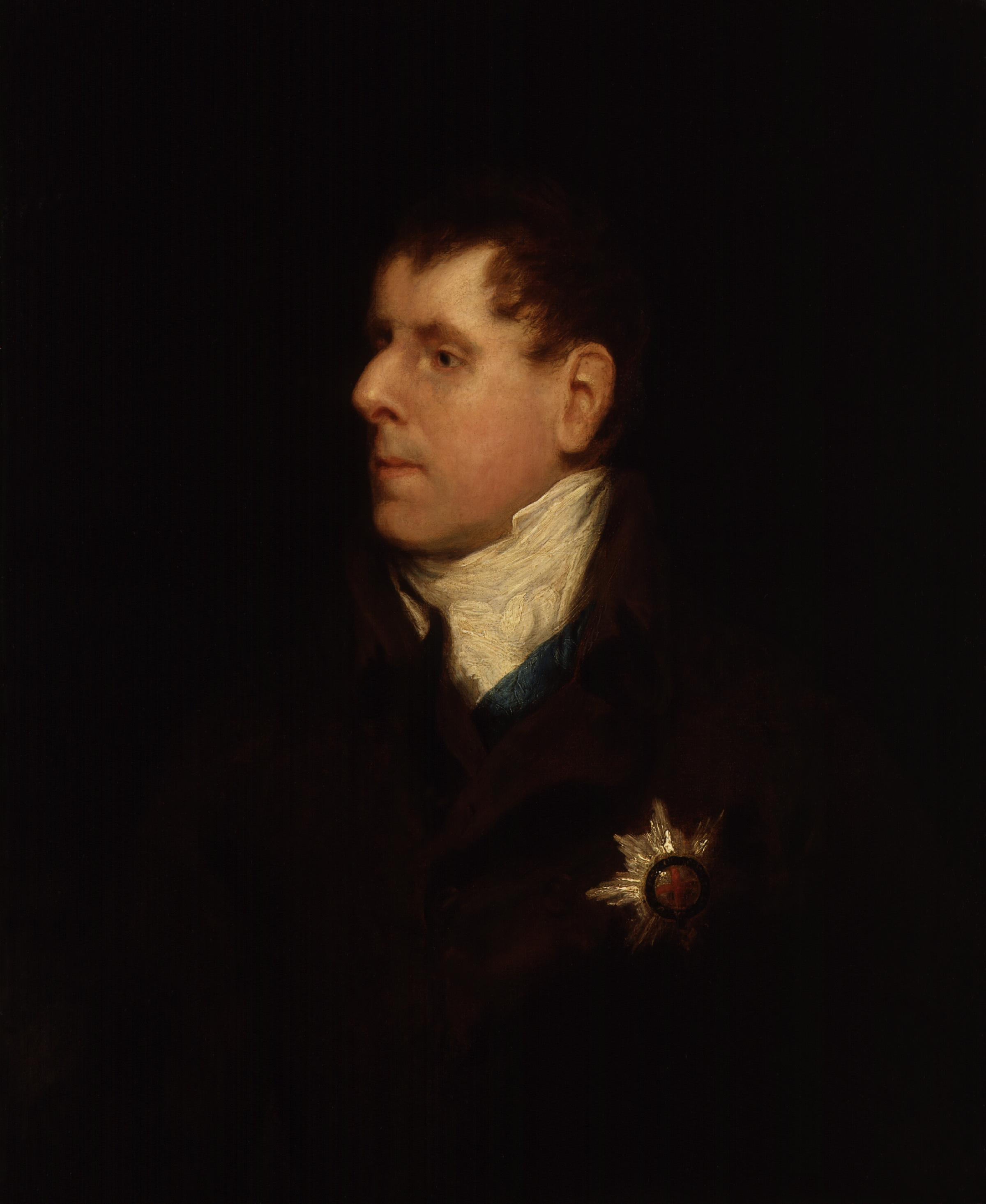
Thomas Phillips: George Granville Leveson-Gower, 2. Marquess of Stafford, Öl auf Leinwand, 1805

George Granville Leveson-Gower, 1. Duke of Sutherland KG PC (* 9. Januar 1758; † 19. Juli 1833 auf Dunrobin Castle) war ein britischer Adliger, Politiker und Diplomat.

## Leben
George Granville Leveson-Gower war der einzige Sohn von Granville Leveson-Gower, 1. Marquess of Stafford, (1721–1803) und seiner ersten Ehefrau Lady Louisa Egerton (1723–1761), einer Tochter von Scroop Egerton, 1. Duke of Bridgewater, mit seiner zweiten Gattin Lady Rachael Russell.
Als Heir Apparent seines Vaters führte er seit Geburt den Höflichkeitstitel Viscount Trentham und seit Erhebung seines Vaters zum Marquess of Stafford 1786 den Höflichkeitstitel Earl Gower.
Von 1779 bis 1784 war er Abgeordneter im House of Commons für Newcastle-under-Lyme und 1787 bis 1799 für Staffordshire. Im Parlament gehörte er zur Partei der Whigs. Am 25. Februar 1799 erbte er durch Writ in Acceleration noch zu Lebzeiten seines Vaters dessen nachgeordneten Titel (4.) Baron Gower. Er erhielt dadurch einen Sitz im House of Lords und schied aus dem House of Commons aus.
Von Juni 1790 bis September 1792 war er britischer Botschafter in Frankreich und von 1799 bis 1801 Lord Lieutenant von Shropshire.
Beim Tod seines Vaters erbte er am 26. Oktober 1803 auch dessen übrige Titel als 2. Marquess of Stafford. 1806 wurde er als Knight Companion in den Hosenbandorden aufgenommen. Am 28. Januar 1833, wenige Monate vor seinem Tod, wurde er zum Duke of Sutherland erhoben. Er starb am 19. Juli 1833 auf Dunrobin Castle und wurde in der Kathedrale von Dornoch bestattet.
Leveson-Gower galt als reichster Brite des 19. Jahrhunderts. Er ist für seine Rolle in der Frühphase der Highland Clearances, die von ihm insbesondere auf den großen Besitzungen seiner Frau in Schottland betrieben wurden. Die Räumungen verliefen auf den umfangreichen Ländereien des Earl Gower und späteren Duke of Sutherland besonders grausam, der um den Preis der Vertreibung von 15.000 Einwohnern von fast 800.000 Acres, also etwa 3200 Quadratkilometer Land zum reichsten Briten des 19. Jahrhunderts wurde, wovon das für seinen Nachfolger prunkvoll ausgebaute Dunrobin Castle noch heute zeugt. Im Tal des River Naver, der historischen Region Strathnaver, ließ Gowers Verwalter Patrick Sellar im Jahr 1814 zahlreiche Farmhäuser in verschiedenen Orten nicht nur durch seine Helfer abreißen, sondern auch anzünden, wodurch mehrere Familien zu Tode kamen. 1816 wurde er in Inverness des Mordes, der Brandstiftung und der unrechtmäßigen Zerstörung von fremdem Eigentum angeklagt. Zahlreiche Adlige und Sheriffs bürgten für seinen Charakter und entwerteten dadurch die vorliegenden Zeugenaussagen, was zu seinem Freispruch führte. Unter seinem Nachfolger Francis Suther wiederholten sich 1819 ähnliche Vorfälle. Zur „Kompensation“ erhielten die Vertriebenen 6000 Acres schlechten Boden, also etwa 24 Quadratkilometer und damit nicht einmal ein Prozent der von ihnen früher (wenn auch extensiv) bewirtschafteten Fläche. Erst 1883 wurde eine Kommission zur Untersuchung der Clearances in der Region eingerichtet. 1919 wurde schließlich konstatiert, dass man sie nicht hätte zulassen dürfen. Freilich waren zu dieser Zeit die Erträge aus der Schafzucht längst wieder gesunken.

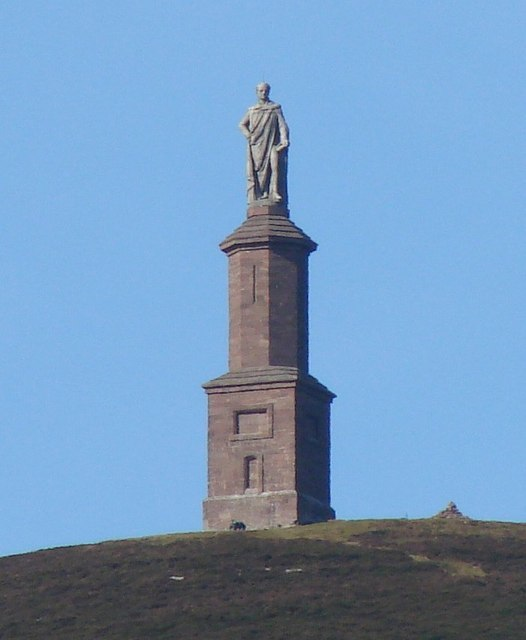
Das Duke of Sutherland’s Monument auf dem Ben Bhraggie

1837 wurde zu seinem Andenken eine Monumentalstatue auf dem Hügel Ben Bhraggie bei Golspie in Sutherland errichtet.

## Ehe und Nachkommen
Am 4. September 1785 heiratete er in London Elizabeth Sutherland, 19. Countess of Sutherland (1765–1839), die Erbtochter von William Sutherland, 18. Earl of Sutherland, und Mary Maxwell. Aus der gemeinsamen Verbindung gingen vier Kinder hervor, die das Kindesalter überlebten:
- George Granville Sutherland-Leveson-Gower, 2. Duke of Sutherland (1786–1861) ⚭ 1823 Lady Harriet Elizabeth Georgiana Howard;
- Lady Charlotte Sophia Leveson-Gower (1788–1870) ⚭ 1814 Henry Howard, 13. Duke of Norfolk;
- Lady Elizabeth Mary Leveson-Gower (1797–1891) ⚭ 1819 Richard Grosvenor, 2. Marquess of Westminster;
- Francis Egerton, 1. Earl of Ellesmere (1800–1857) ⚭ 1822 Lady Harriet Catherine Greville.